# 花斑頭鮫
花斑頭鮫（学名：Cephaloscyllium maculatum），又名沙條，为貓鮫科絨毛鯊屬下的一个种。